# تموراس (الزريزر)
تموراس هي إحدى مشيخات المملكة المغربية، تتبع جغرافيا لإقليم تاونات وإداريًا لالزريزر. يقدر عدد سكانها بـ 4112 نسمة حسب الإحصاء الرسمي للسكان والسكنى لسنة 2004.